# Das amerikanische Duell
Das amerikanische Duell ist ein deutscher Detektiv- und Abenteuerstummfilm von Harry Piel aus dem Jahre 1918.

## Handlung
Luzie, die Tochter des Industriellen van der Zypen, wendet sich in ihrer Not an den Detektiv Kelly Brown. Ihr Verlobter, der Herrenreiter Randolf Moor, verhält sich in letzter Zeit so merkwürdig und unterliegt starken Stimmungen. Brown soll herausfinden, warum Randolf derart niedergeschlagen ist. Brown eruiert, dass sich Randolf mit dem Jockey Weller auf ein so genanntes „amerikanisches Duell“ eingelassen hat. Dabei entdeckt Kelly außerdem, dass Weller der Komplize einer Hochstaplerin, der angeblichen Gräfin Morris, ist.

## Produktionsnotizen
Das amerikanische Duell, beworben als Sensations-Detektivdrama, entstand im Winter 1917/18, passierte die Zensur im Februar 1918 und wurde im darauf folgenden Monat im Tauentzienpalast uraufgeführt. Je nach Zensurfassung besaß der Film vier bzw. fünf Akte und war 1570 bzw. 1599 Meter lang. In Österreich kam eine mit rund 1500 Metern Laufzeit (= etwa 73 Minuten Spieldauer) deutlich gekürzte Fassung in die Kinos.

## Kritik
Paimann’s Filmlisten resümierte: „Stoff, Spiel, Fotos und Szenerie sehr gut. Rennszenen ausgezeichnet.“